# 5188 Paine
5188 Paine (1990 TZ2) là một tiểu hành tinh vành đai chính được phát hiện ngày 15 tháng 10 năm 1990 bởi E. F. Helin ở Palomar.